# Chapelle Notre-Dame des Affligés de Villers-la-Ville
Pour les articles homonymes, voir Chapelle Notre-Dame des Affligés.
La chapelle Notre-Dame des Affligés est une chapelle de style classique située à Villers-la-Ville, commune belge du Brabant wallon.

## Localisation
La chapelle se dresse à l'intersection de la rue de l'Abbaye (route nationale RN274) et du chemin Notre-Dame, dans les bois qui surplombent les ruines de l'abbaye de Villers en direction de Mellery.

## Historique
Un officier de passage à Villers pour se rendre sur le champ de bataille en Allemagne fit vœu de faire construire une chapelle en l'honneur de la Vierge s'il revenait de la guerre. Ayant eu la chance d'échapper à la mort, il revint plus tard avec une antique statue sauvée d'un incendie. Désargenté, il se fixa près de l'abbaye et vécut plusieurs années en ermite, mendiant pour recueillir la somme nécessaire à l'exécution de son vœu et faire construire la chapelle,.
La chapelle a été construite en 1731 comme l'attestent le millésime gravé sur le fronton et le chronogramme qui orne le cartouche situé sous la niche.
Elle devint ensuite rapidement un lieu de pèlerinage.

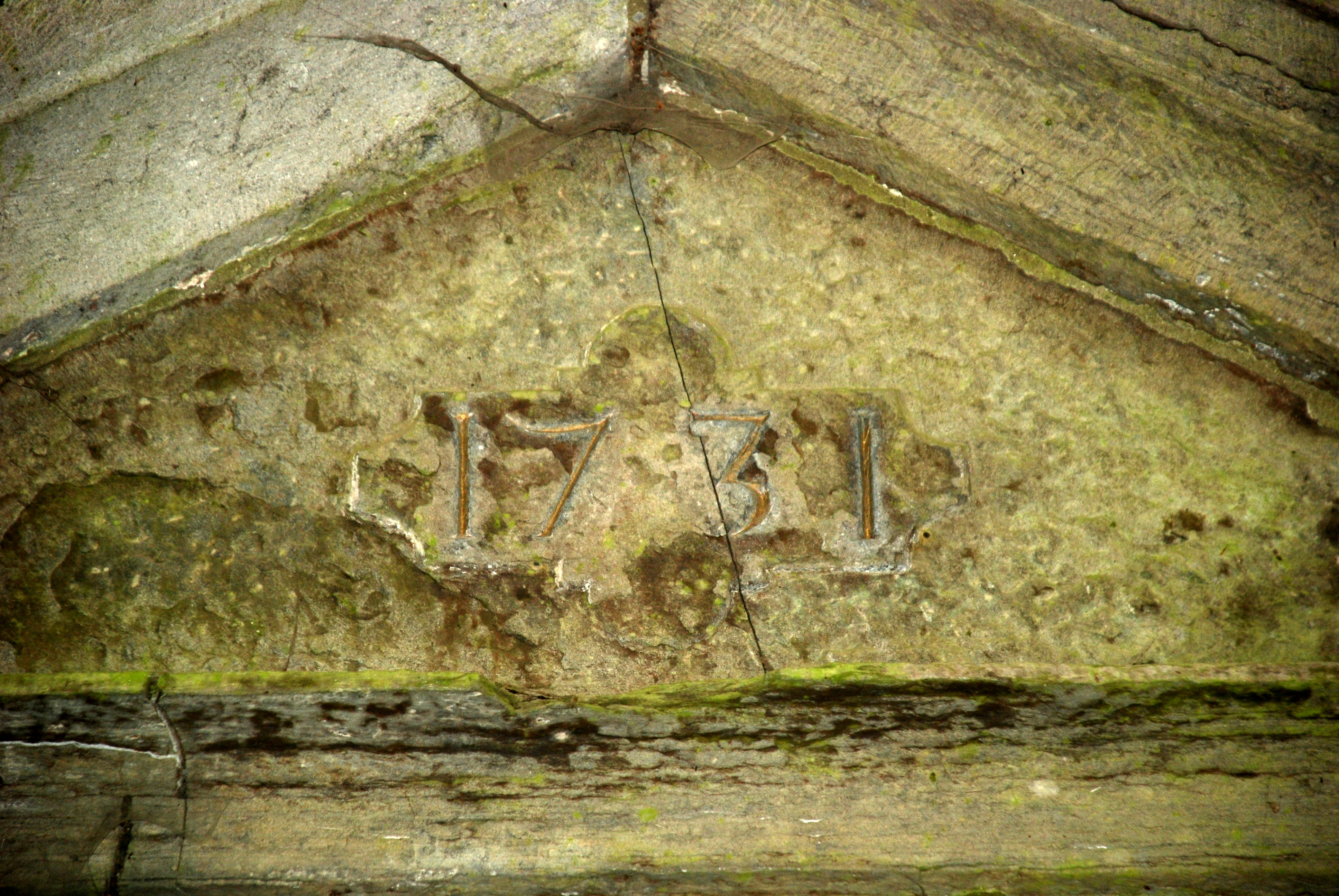
Le millésime 1731 gravé sur le fronton.

## Architecture

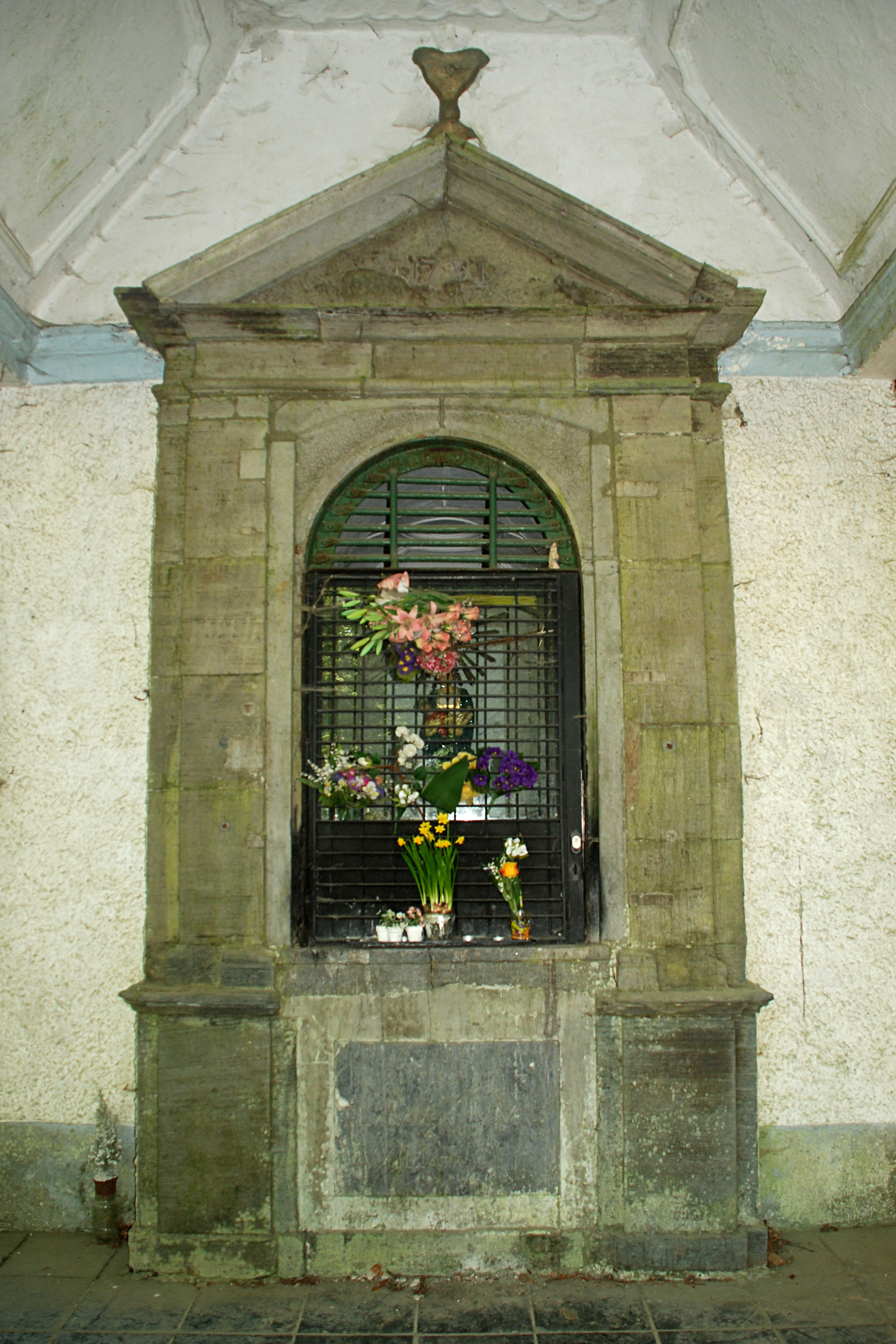

La chapelle, de très petites dimensions, est constituée d'une petite façade de style classique logée sous un  édicule moderne.
Cette façade de pierre comporte un soubassement, une grande niche grillagée flanquée de deux pilastres, d'un entablement lisse et d'un fronton triangulaire sommé d'un calice en stuc doré.
Le millésime de 1731 est gravé deux fois en lettres d'or sur cette petite façade : une première fois sur le fronton triangulaire et une deuxième fois, caché dans un chronogramme gravé sur un bloc de pierre bleue inséré dans le soubassement :
DeIparae LangVentIVM aVXILIatrICI
Le plafond de l'édicule est orné d'un motif rayonnant en stuc blanc au centre duquel le Saint-Esprit est figuré sous la forme d'une colombe en stuc doré.

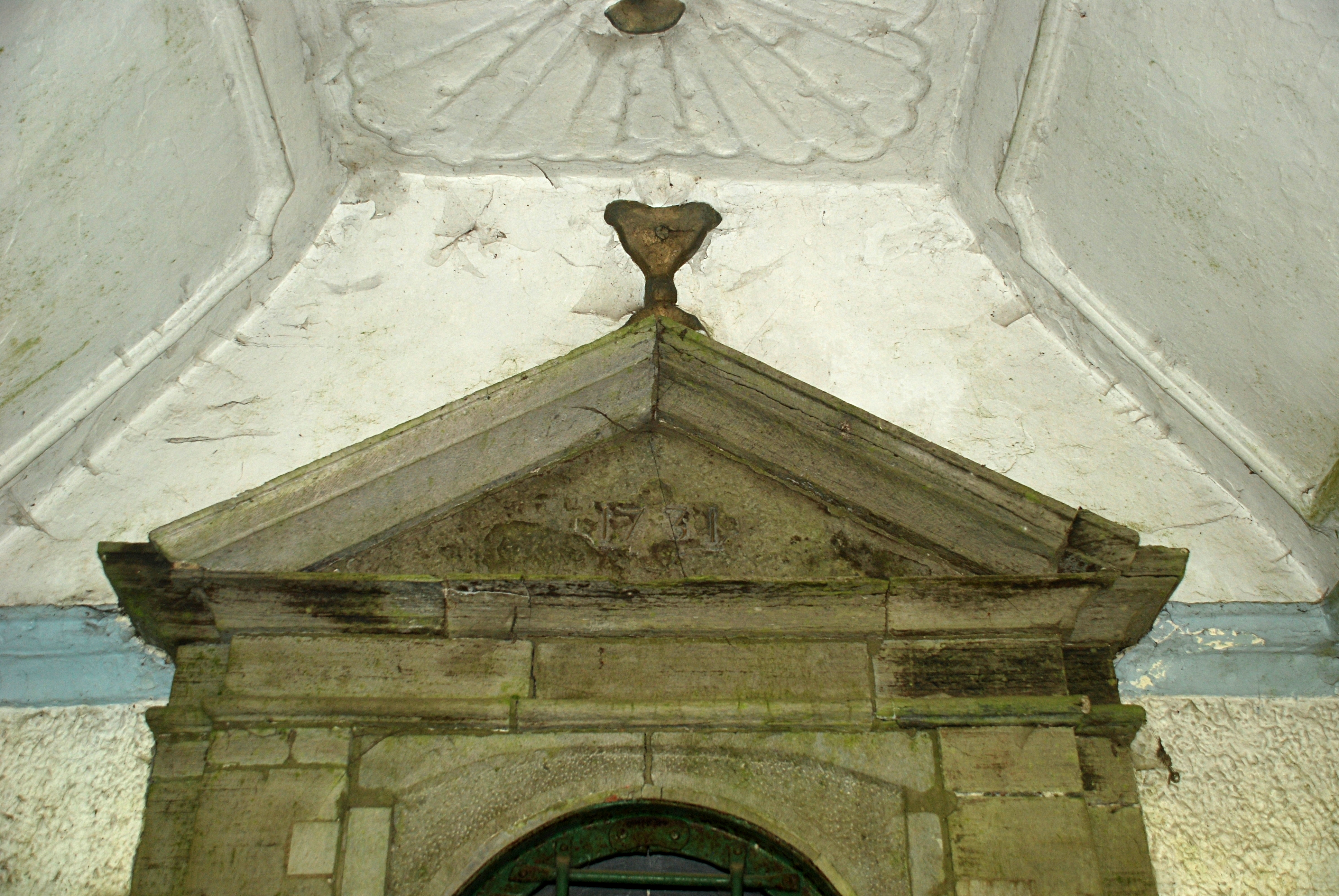
Le fronton.
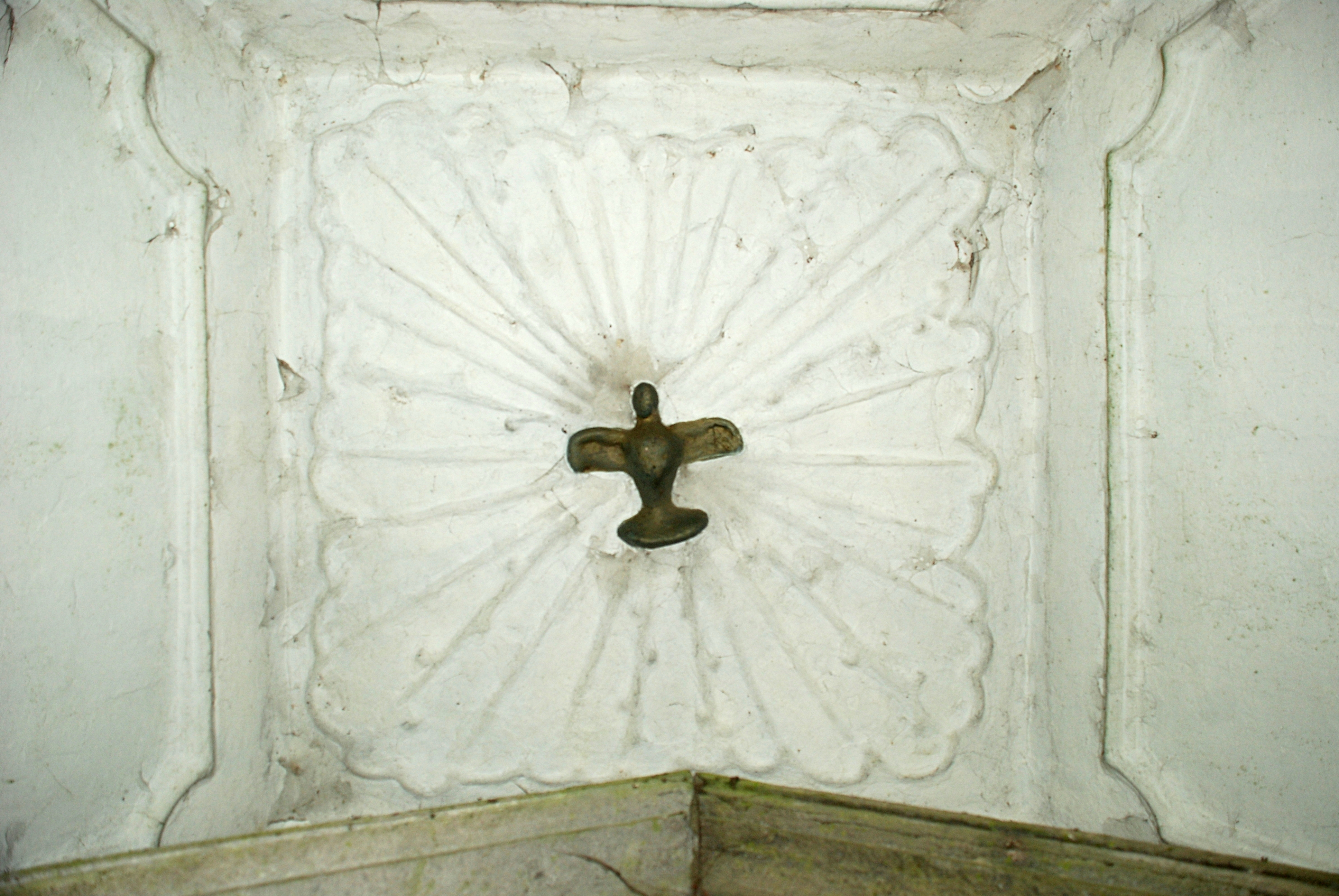
Le plafond en stuc.
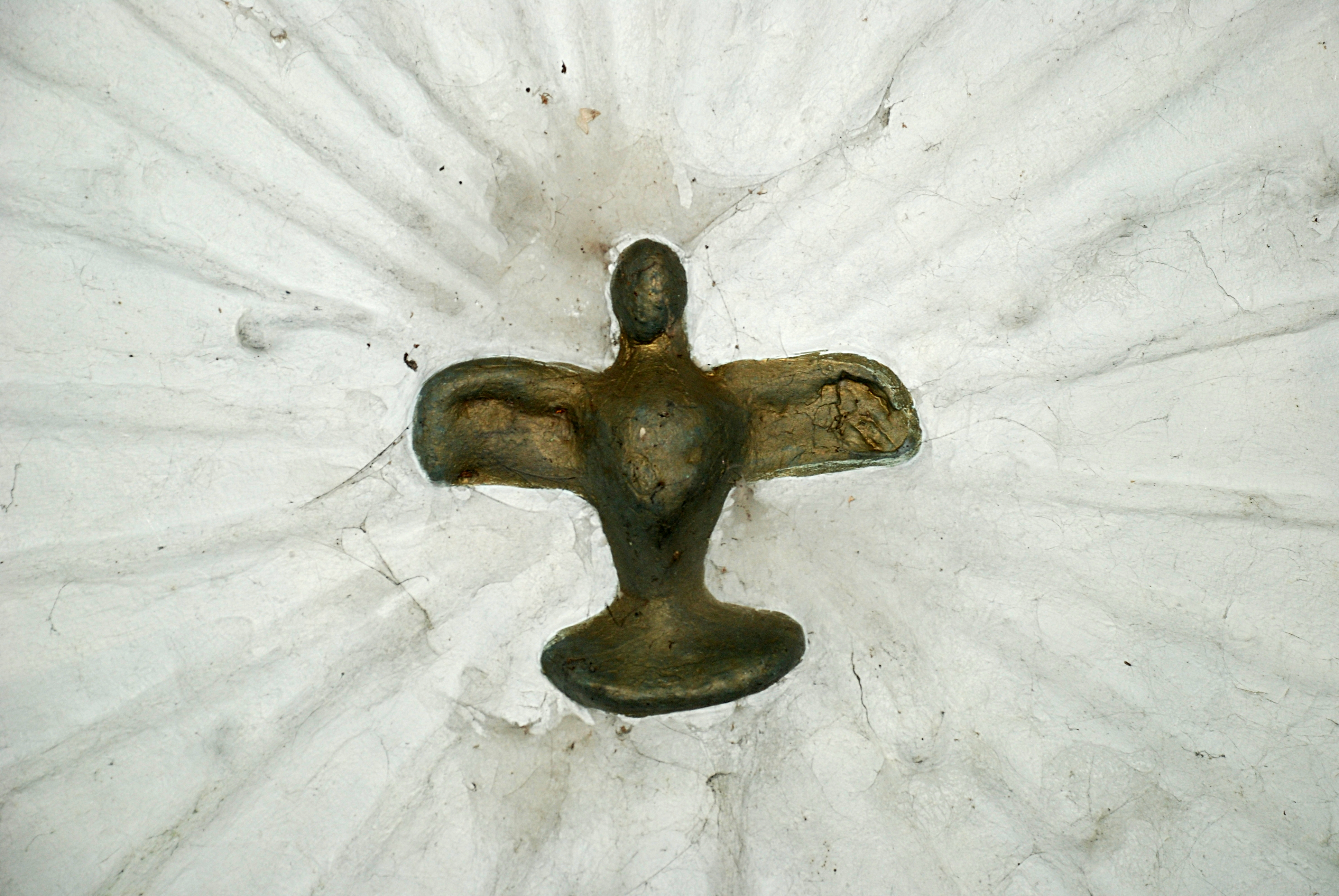
Le Saint-Esprit en stuc doré.

## Culte
Notre-Dame des Affligés est invoquée en faveur des petits enfants qui font difficilement leurs premiers pas et de tous ceux qui souffrent des jambes.

## Folklore
Chaque année a lieu, le deuxième dimanche de mai, la procession de Notre-Dame des Affligés.
La procession part de l'église de Villers-la-Ville à 9 h, effectue un parcours à travers champs, est l'occasion d'une messe chantée à 10 h 30 dans l'église abbatiale de Villers et revient au village par la route de Mellery en passant sous la « Porte de Namur » et en effectuant une station à la chapelle Notre-Dame des Affligés,,.